# Пьюджин, Огастес
Ога́стес Уэ́лби Но́ртмор Пью́джин (англ. Augustus Welby Northmore Pugin; 1 марта 1812, Блумсбери — 14 сентября 1852, Рамсгит) — английский архитектор, декоратор интерьера, рисовальщик-орнаменталист, мебельный дизайнер, писатель и теоретик архитектуры. Один из зачинателей «Готического возрождения» (Gothic Revival) в английской культуре, автор оформления интерьеров здания Британского парламента, проектировщик башни Биг-Бен.

## Биография
Огастес Уэлби Пьюджин был сыном французского чертёжника Шарля-Огюста Пюже́на (1762—1832), эмигрировавшего в Англию из-за французской революции, и Кэтрин Уэлби из Дентона (Линкольншир). Отец будущего архитектора был автором многотомного собрания архитектурных чертежей, среди которых: «Образцы готической архитектуры» (Specimens of Gothic Architecture), «Примеры готической архитектуры» (Examples of Gothic Architecture) и другие (издавались в 1821—1838 годах). Пьюджин учился рисованию и черчению у своего отца, в 1825—1827 годах сопровождая его в поездках, в том числе во Францию, в Нормандию, где Пьюджин Старший зарисовывал местную готическую архитектуру. Огастес с детства не принимал холодную и невзрачную стилистику протестантских церквей и постепенно проникался эстетикой богато украшенных готических соборов, построенных до перехода Англии в протестантизм. Всё это повлияло на направление его будущей профессиональной деятельности.
Работая на мебельную фирму Морель и Седдон (Morel & Seddon), Огастес Уэлби Пьюджин в возрасте пятнадцати лет проектировал в готическом стиле «трубадур» мебель для королевского Виндзорского замка. В семнадцать лет он основал собственную фирму по изготовлению мебели и элементов оформления интерьера (просуществовала до 1831 года). Будучи заядлым театралом, работал также театральным декоратором, в лондонском театре Ковент-Гарден.
Некоторое время Огастес командовал небольшой торговой шхуной, курсировавшей между Великобританией и Голландией, что позволило ему импортировать образцы мебели и резьбы из Фландрии, которыми он позже обставил свой дом в Рамсгейте в графстве Кент.

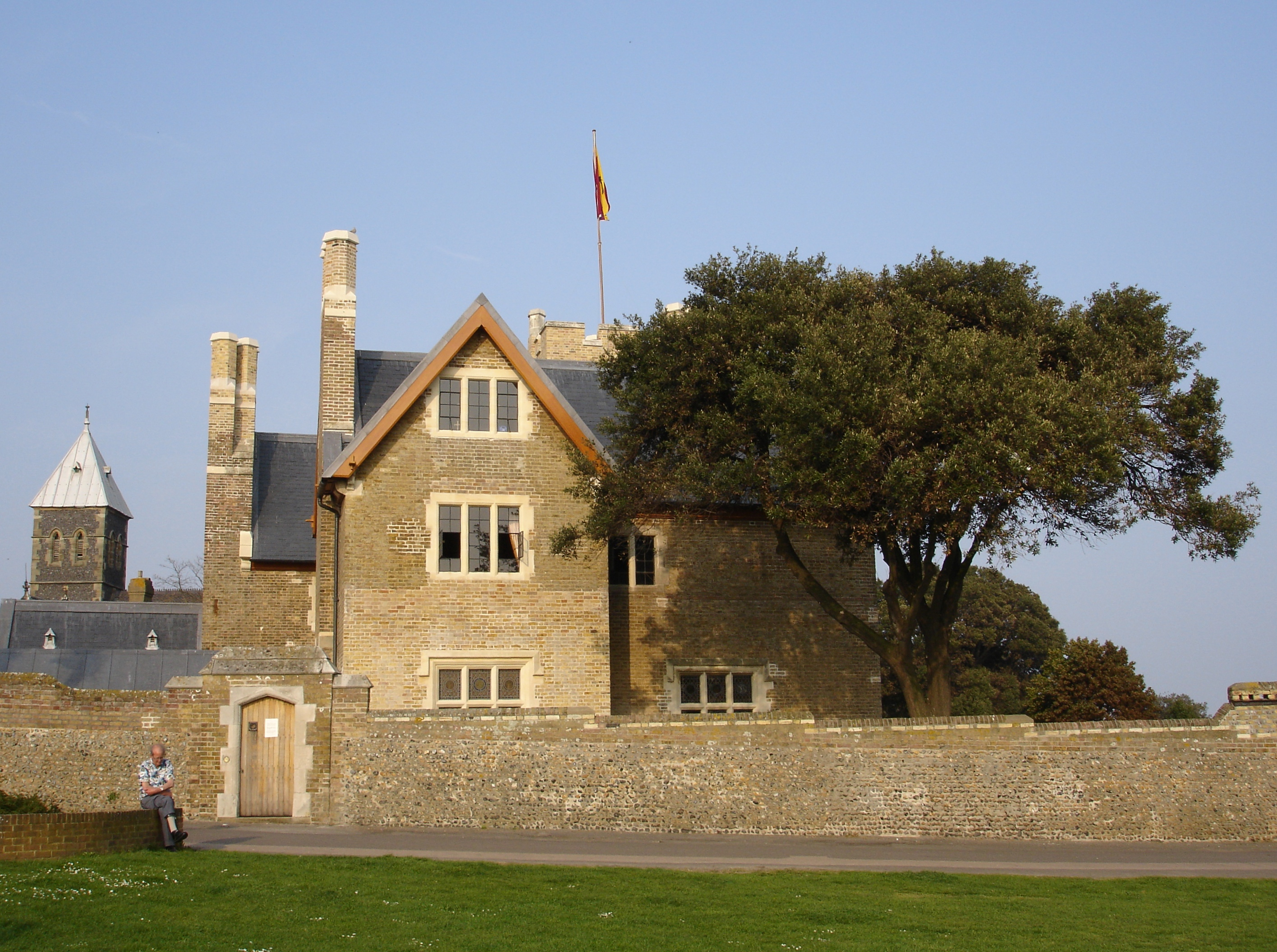
Дом Пьюджина в Рамсгейте, графство Кент

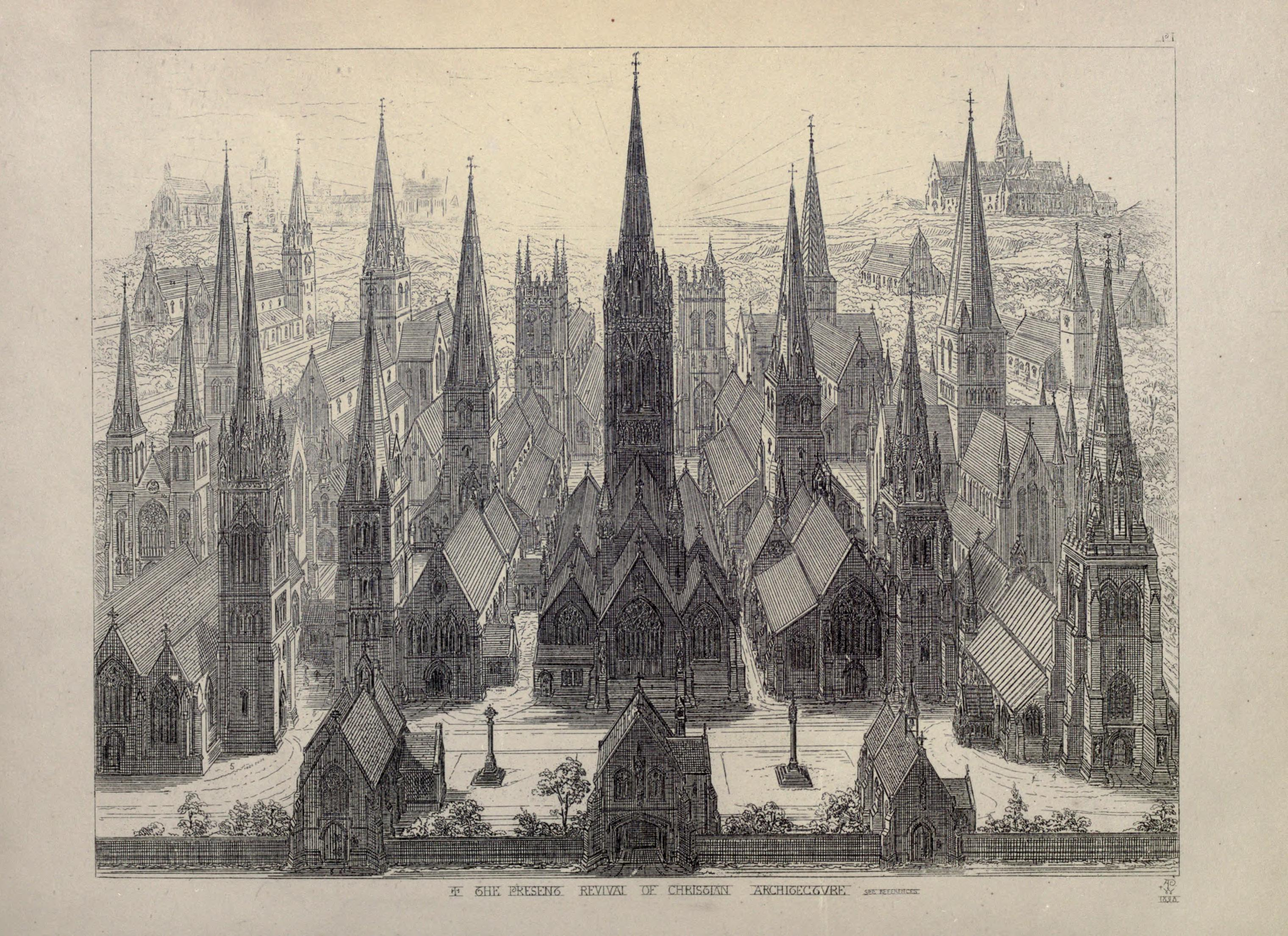
О. Пьюджин. Гравюра из книги «Апология возрождения христианской архитектуры». 1843 (Издание 1895 г.)

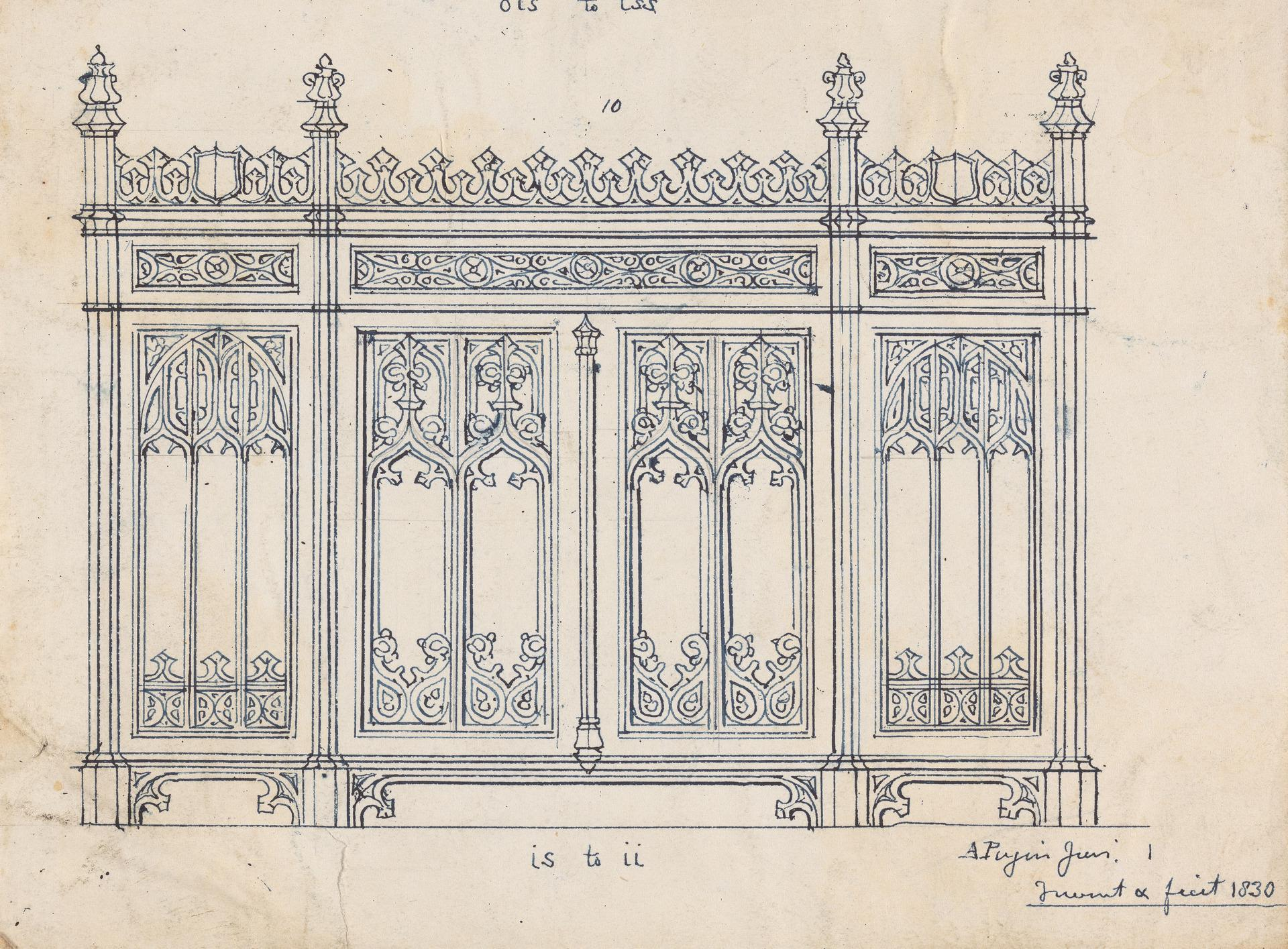
О. Пьюджин. Проект готического леттнера (screen). 1830

В 1831 году, в возрасте девятнадцати лет, Пьюджин женился на первой из своих трёх жен, Энн Гарнет. Через несколько месяцев она умерла при родах, оставив ему дочь. У него было ещё шестеро детей, в том числе будущий архитектор Эдвард Уэлби Пьюджин, от его второй жены Луизы Бёртон, которая умерла в 1844 году. Его третья жена, Джейн Книлл, вела семейный дневник со дня их свадьбы в 1848 году вплоть до смерти мужа. Дневник был позднее опубликован. Их сыном был архитектор Питер Пол Пьюджин.
В 1832 году Огастес Пьюджин познакомился с католиком Джоном Тэлботом, 16-м графом Шрусбери, симпатизировавшим его эстетической теории и нанявшим его для переделки своей резиденции в Олтон-Тауэрс (Alton Towers). Пьюджин также построил католическую церковь Сент-Джайлс в Стаффордшире (1846) и многое другое.
После второго брака, в 1833 году Пьюджин переехал с семьёй в Солсбери, Уилтшир, в 1835 году купил участок земли и построил загородный дом в стиле «готического возрождения» для своей семьи, который он назвал «Сент-Мари-Грейндж» (St. Marie’s Grange). Об этом коттедже Чарльз Истлейк сказал, что «он ещё не научился искусству сочетания живописного внешнего вида с обычными удобствами английского дома». В 1834 году Огастес Пьюджин принял католицизм, в следующем году официально зачислился прихожанином католической церкви и стал активным сторонником возрождения готического стиля в британской архитектуре.
Особенно успешным как архитектор Пьюджин был начиная с 1837 года. К его лучшим работам относятся в первую очередь католические церкви и соборы, например Ноттингемский собор (1842—1844), церковь Сент-Огастес (Св. Августина) в Рамсгейте, собор св. Чеда, Эрдингтонское аббатство и колледж Оскотта (все в Бирмингеме), церковь Сент-Джайлс в Шедли (1841—1846) и Олтон-Тауэрс в Стаффордшире, церковь Святых Петра и Павла в Ньюпорте.
Пьюджин работал вместе с другим выдающимся архитектором — сэром Чарлзом Бэрри, вначале над проектом «школы принца Эдварда» в Бирмингеме, а с 1835 года — над новым проектом «Вестминстерского дворца» (здания Парламента) в Лондоне.

## Эстетическая теория

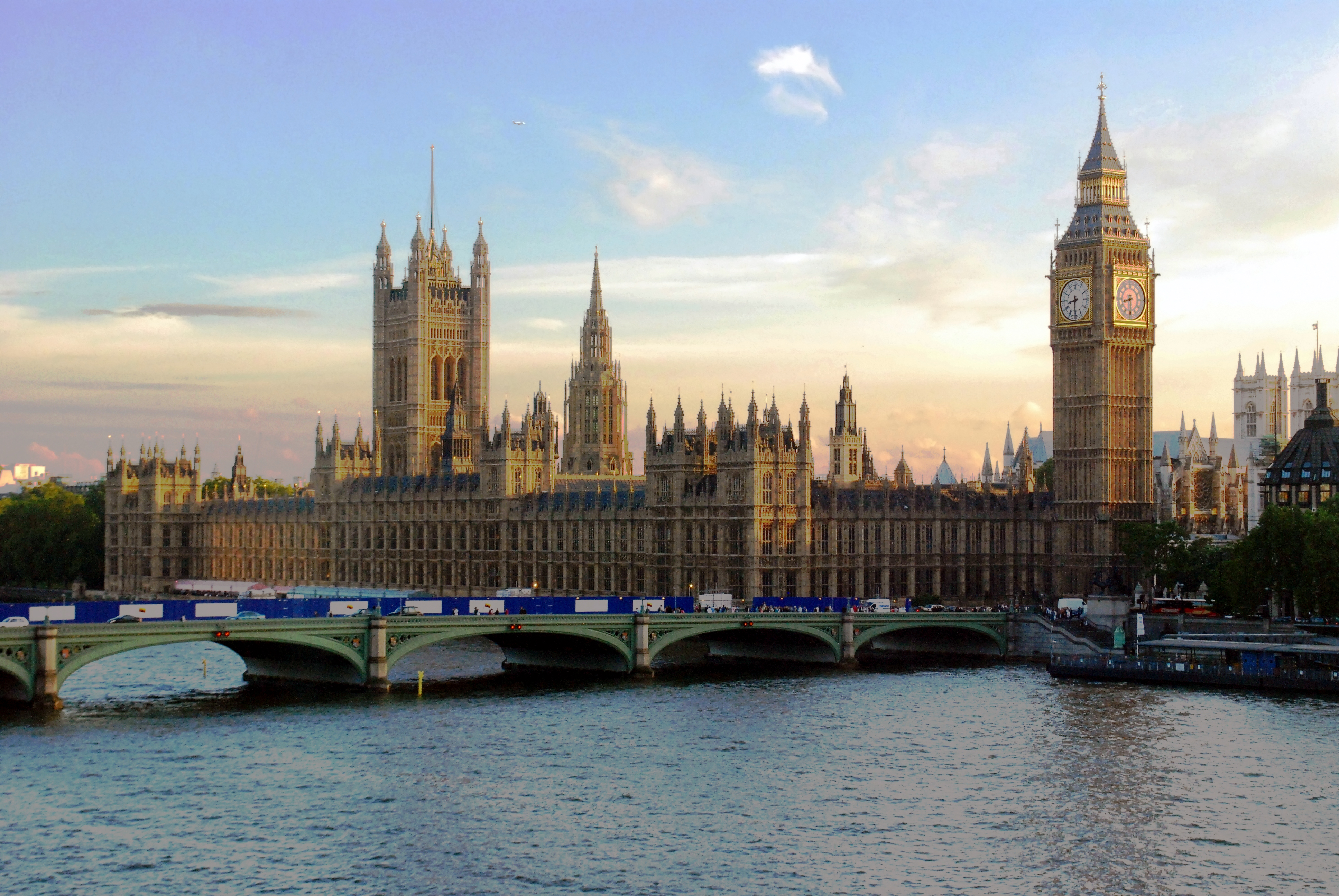
Самое известное произведение Пьюджина и Бэрри — Вестминстерский дворец на берегу Темзы в Лондоне

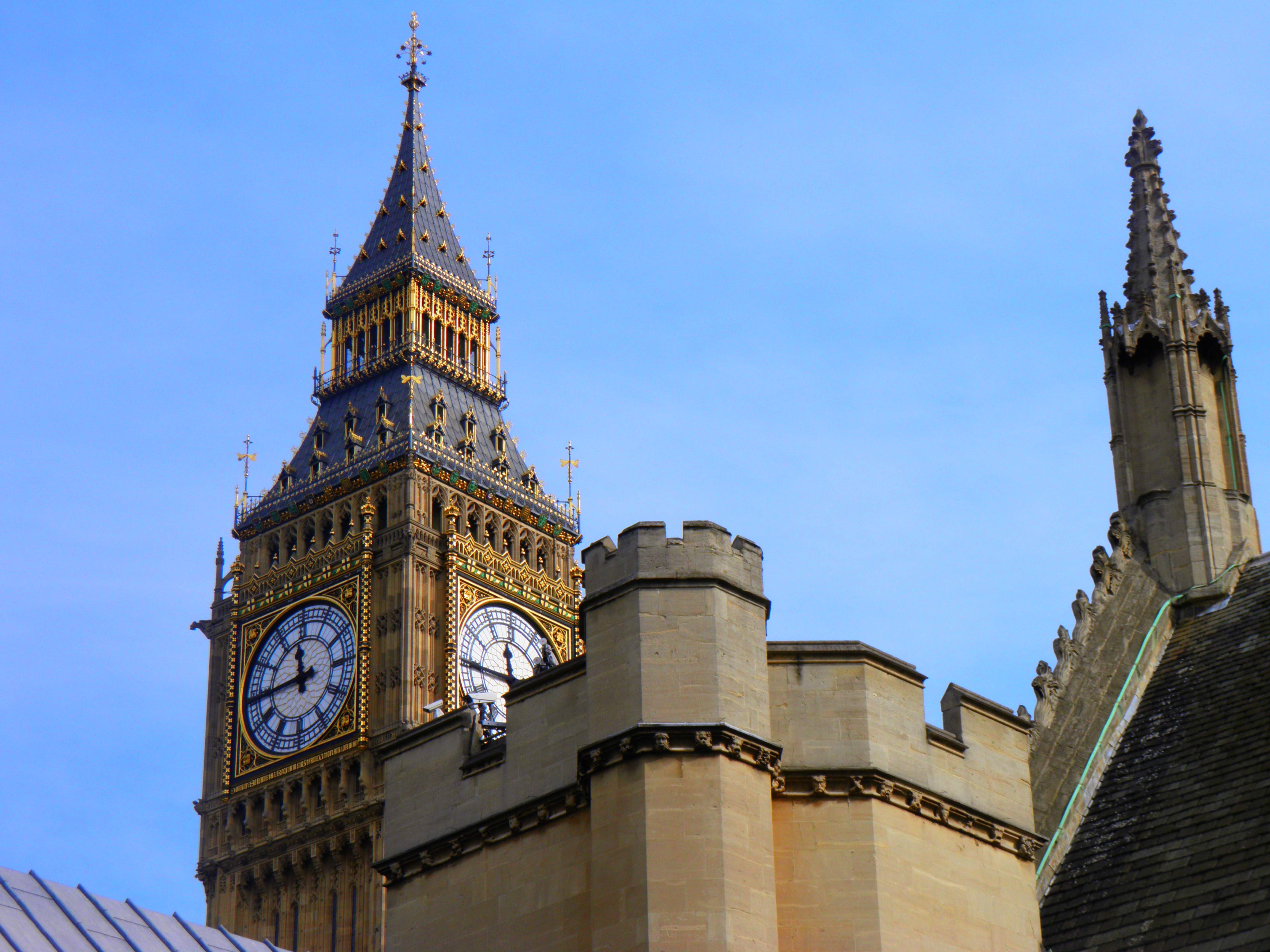
Башня с часами «Биг-Бен» здания Парламента в Лондоне. 1840—1860

Огастес Пьюджин возглавил «католическое движение» среди деятелей английской культуры. В 1836 году он опубликовал полемическое сочинение «Контрасты» (Contrasts), или «Контрастные резиденции для бедных» (Contrasted Residences for the Poor), в котором доказывал преимущество неоготики и отказа от неоклассицизма, и выступал за возрождение средневекового готического стиля, а также за «возвращение к вере и социальным структурам Средневековья». Написание книги было вызвано принятием Законов о церковном строительстве 1818 и 1824 годов, первый из которых часто называют Законом о миллионе фунтов стерлингов из-за суммы, выделенной парламентом на строительство новых англиканских церквей в Великобритании.
Некоторые церкви были построены на средства этих фондов в стиле «готического возрождения» (Gothic Revival) с мотивацией, что это «самый дешёвый» стиль. Пьюджин критиковал подобные утверждения как лживые, и пытался противопоставить им новую эстетическую концепцию. В «Контрастах» архитектор проводил «параллели между благородными зданиями XIV и XV веков и аналогичными зданиями современности». Близкие идеи во Франции исповедовал Эжен Виолле-ле-Дюк, но он был прагматиком и рационалистом. Огастес Пьюджин был идеалистом и романтиком.
В 1841 году Пьюджин опубликовал трактат «Истинные принципы стрельчатой, или христианской, архитектуры» (The True Principles of Pointed or Christian Architecture), оказавшую существенное влияние на умы многих английских художников, в частности на Уильяма Морриса и прерафаэлитов. В этой книге Пьюджин писал, что современные мастера, стремящиеся подражать стилю средневекового искусства, должны воспроизводить не внешние формы, а его духовные основы. В 1843 году последовало сочинение «Апология возрождения христианской архитектуры» (An Apology for the Revival of Christian Architecture).
В качестве основного правила хорошей архитектуры он предлагал следующее: каждый элемент здания должен иметь своё назначение, и полезные части конструкции нужно эстетически акцентировать, а не скрывать за поверхностным декором. Среди других примеров он обращает внимание на гвозди и скобы, которые в готике не прячутся и не маскируются, а становятся частью общего вида. Исходя из этих принципов, Пьюджин критиковал классицизм в церковной архитектуре. По его мнению, античные храмы строили для принципиально другого типа богослужений, и приспособление этой конструкции для христианской литургии в любом случае уничтожит характерный вид здания, к которому стремится архитектор-классицист. В то же время, согласно Пьюджину, конструкция и эстетика готического храма полностью обусловлены нуждами христианского богослужения и должны служить образцом для архитекторов всех позднейших времён. Кроме того, античную архитектуру он считает несостоятельной, поскольку та механически переносит принципы деревянного зодчества на каменные здания, в то время как готика опирается на свойства именно камня и кирпича. Аналогичные идеи Пьюджин высказывал и в отношении других родов и видов искусства, в частности, призывая к возрождению григорианского пения в церковной музыке.

## Вестминстерский дворец и стиль нео-тюдор
После уничтожения пожаром в 1834 году старого здания Вестминстерского дворца в Лондоне сэр Чарлз Бэрри пригласил Пьюджина для оформления новых интерьеров. Во время конкурса на лучший проект здания разгорелась борьба между сторонниками неоклассицизма, от имени которых, в частности, выступал знаменитый Децимус Бёртон, «ведущий классик страны», и «готического возрождения». Свои идеи, опасаясь мощного сопротивления «академиков», О. Пьюджин представил через Бэрри, который и выиграл конкурс. После объявления решения конкурсной комиссии Уильям Ричард Гамильтон, который был секретарём лорда Элджина во время приобретения мраморов Парфенона, опубликовал брошюру, в которой гневно осудил тот факт, что «готическому варварству» было оказано предпочтение вместо божественной красоты Древней Греции и Рима, но решение не было изменено.
В конце концов решили, что новое здание должно отражать величие империи и национальный стиль, и лучшим является стиль Нео-Тюдор, в котором воссоздаются типичные элементы Тюдор-Ренессанса в Англии, в частности, так называемого перпендикулярного стиля английской готики, выдающимся образцом которого является собор в Линкольне XII—XIV веков, имеющий характерные башни с плоскими площадками наверху. При возведении «башни Виктории» нового здания английского парламента в качестве прототипа имелись ввиду прежде всего башни собора в Линкольне. Элементы готики были важной частью ренессансной архитектуры Англии XVI века, времени правления династии Тюдоров. Отсюда эвфемизм, характерное замещение термина «неоготика» наименованием «Нео-Тюдор» (Neo-Tudor). Более того, в британской историографии часто употребляется название «британский ампир» (British Empire), причём имеется ввиду первичное значение этого определения: стиль британской империи, отражающий в национальных формах величие Британии. Такова терминология английских неостилей. Основой этой терминологической метаморфозы послужили труды Огастеса Пьюджина.
В 1845 году Пьюджин в книге «Контрасты: или Параллель между благородными постройками четырнадцатого и пятнадцатого веков и подобными постройками наших дней» (Contrasts: or a Parallel Between the Noble Edifices of the Fourteenth and Fifteenth Centuries and Similar Buildings of the Present Day), которую автору пришлось опубликовать самому, высмеял неоклассициста Нэш, Джон (архитектор)Джона Нэша как «мистера Уоша, штукатура, который подрабатывает во внеурочное время на умеренных условиях» (Mr Wash, Plasterer, who jobs out Day Work on Moderate Terms), и Децимуса Бёртона как «бесполезного таланта, которому требуется премия» (Talent of No Consequence, Premium Required), снабдив всё это карикатурными зарисовками Букингемского дворца работы Нэша и аркады Гайд-парка, построенной Бёртоном. В результате у Бёртона уменьшилось количество заказов, хотя он сохранил дружбу со своими аристократическими покровителями.
В 1847 году Пьюджин посетил Италию. Его впечатления только подтвердили его неприязнь в отношении архитектуры эпохи Возрождения и барокко, но он нашёл много поводов для восхищения в средневековом искусстве северной Италии. Это, отчасти, укрепило его намерение заняться искусством витража.
В конце жизни Пьюджина, в феврале 1852 года, Чарлз Бэрри навестил его в Рамсгейте, и Пьюджин предоставил ему детальный проект знаменитой Дворцовой башни с часами, в 2012 году названной Елизаветинской башней, но более известной по названию большого колокола: Биг-Бен. Однако впоследсвии Берри не упомянул Пьюджина в качестве автора проекта. В 1867 году, после смерти обоих архитекторов, сын Пьюджина Эдвард опубликовал брошюру «Кто был художественным архитектором Парламента», в которой утверждал, что его отец, а не Бэрри, был «истинным» архитектором здания.

## Последние годы. Наследие
В феврале 1852 года, путешествуя со своим сыном Эдвардом на поезде, Пьюджин испытал сердечный приступ, его привезли в Лондон, неспособным узнавать своих близких и связно говорить. В течение четырёх месяцев он был на лечении в частном пансионе. В июне переведён в Бетлемскую больницу. Пьюджин скончался в Реймсгейте 14 сентября 1852 года. Ему было всего сорок лет. Он похоронен в церкви Св. Августина, которую сам построил.
После смерти отца два его сына Эдвард Уэлби и Питер продолжали управлять архитектурной фирмой под названием Pugin & Pugin. О постройках Пьюджина писали, что их строительное качество было плохим, архитектору не хватало технических знаний и его заслуга ограничивается декорированием. Наследие Пьюджина стали забывать после его смерти, отчасти из-за несправедливо отрицательных оценок Джона Рёскина. В приложении к книге «Камни Венеции» (1851) Рёскин писал о Пьюджине: «Он не великий архитектор, а один из наименьших возможных или мыслимых архитекторов».
Показательно, что в формально-стилевом отношении памятники архитектуры «готического возрождения» британские историки искусства включают в различные периоды развития «викторианской архитектуры»: «Early Victorian Gothic», «High Victorian Gothic», «Late Victorian Architecture» либо в период «British Victorian 1837—1901».
Сторонники «готического возрождения», в том числе сэр Генри Коул, подчёркивали, что и Рёскин и Пьюджин, на самом деле верили в одни и те же идеалы. Кеннет Кларк писал, что: «если бы Рёскин никогда не жил, Пьюджин никогда бы не был забыт». Идеи Пьюджина развивали английские архитекторы У. Несфилд, Н. Шоу, Дж. Г. Скотт, У. Баттерфилд, а также Уильям Моррис в мастерских «Искусства и ремёсла».
Немецкий архитектор и теоретик Герман Мутезиус в 1904 году опубликовал влиятельное исследование «Английский дом» (Das Englische Haus), в котором высоко оценил вклад О. Пьюджина в архитектуру. Мебель, спроектированная Пьюджином, экспонируется в Музее Виктории и Альберта в Лондоне. По образцу здания английского Парламента было построено такое же огромное здание Парламента в Будапеште (архитектор Й. Штейндль, 1884—1904).

## Галерея

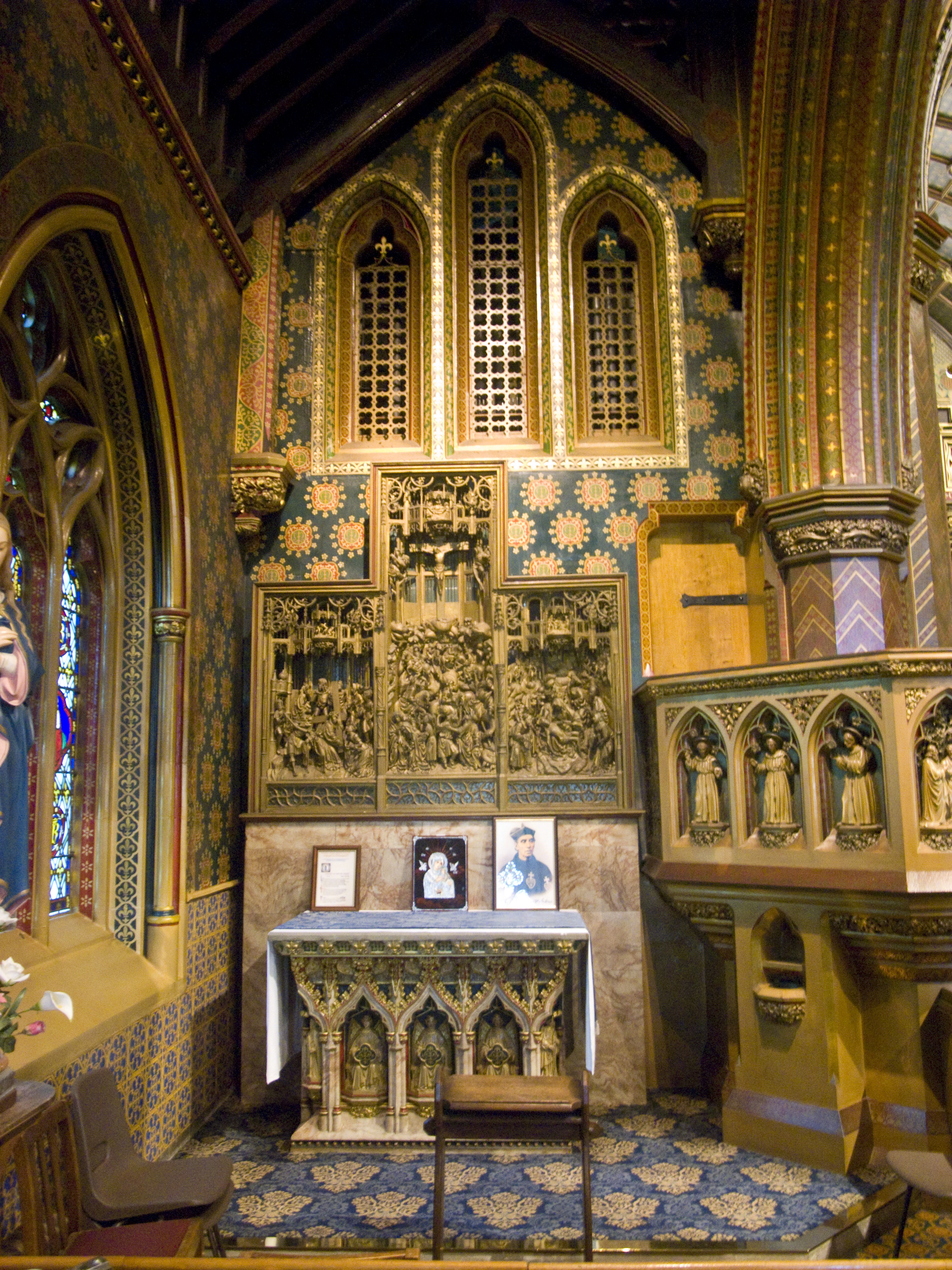
Римско-католическая церковь Сент-Джайлс, Чидл, Стаффордшир. Капелла. 1841—1846
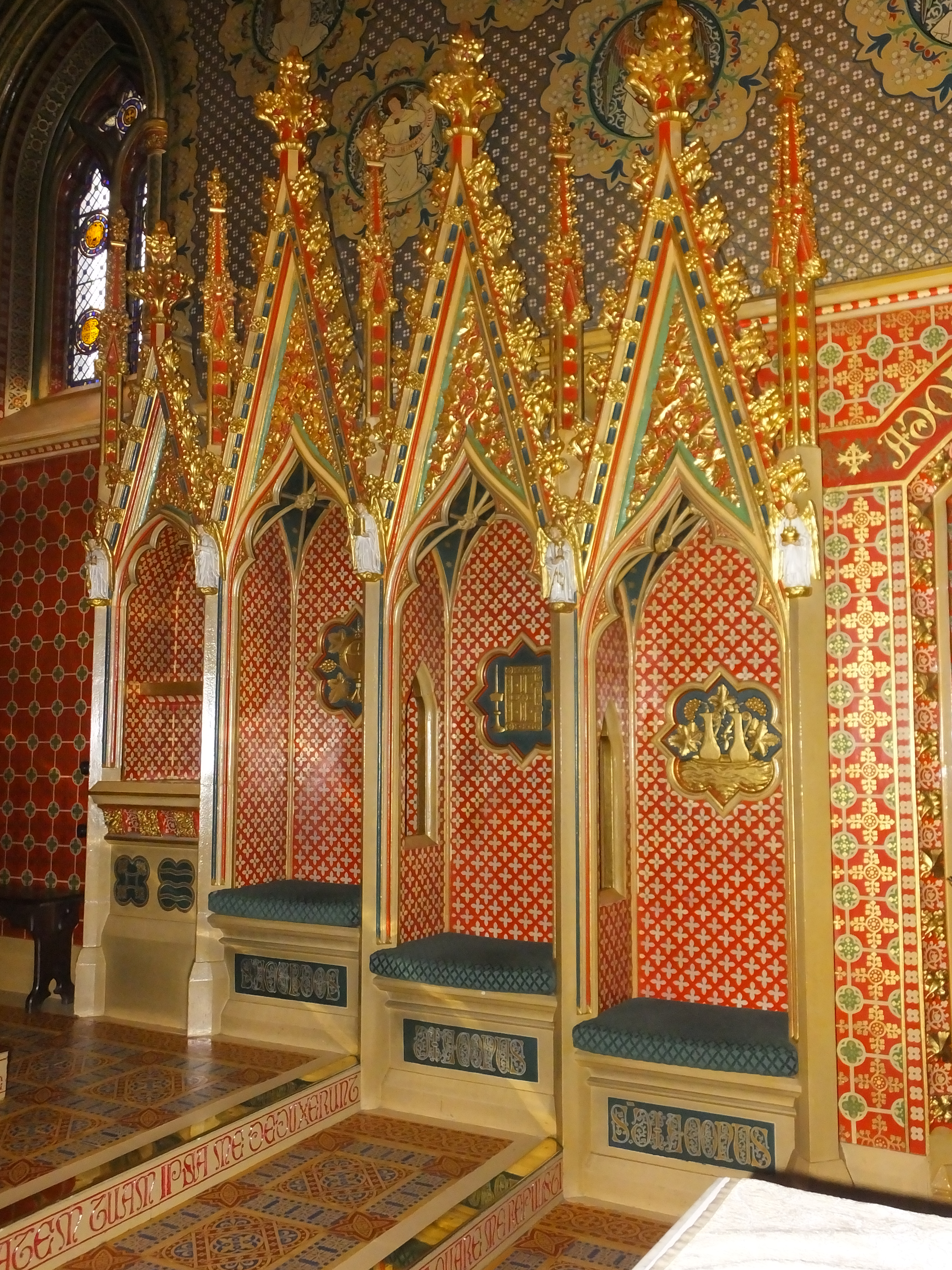
Церковь Сент-Джайлс. Сиденья хора
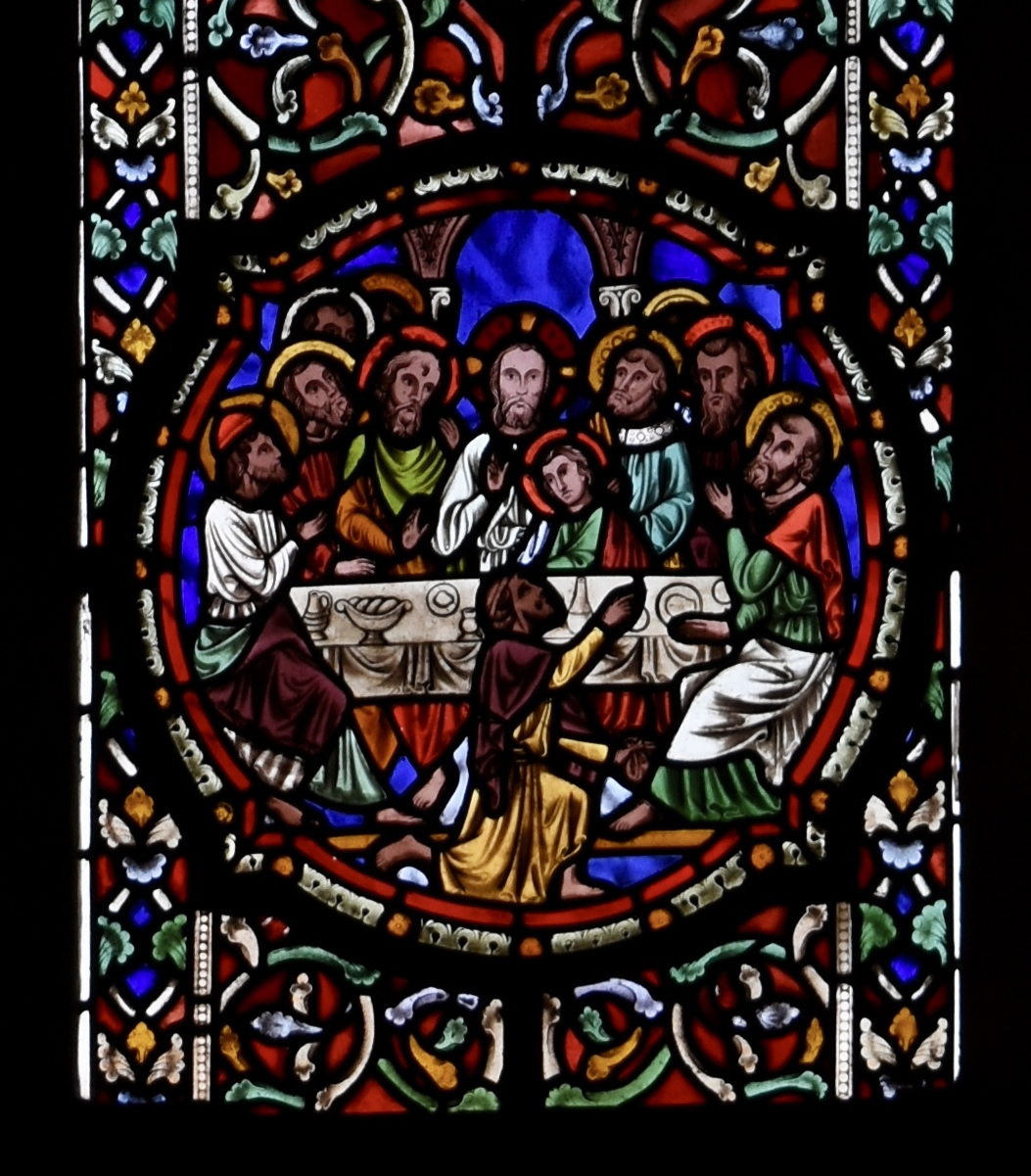
Тайная вечеря. Витраж восточного окна Капеллы колледжа Иисуса в Кембридже. По рисунку О. Пьюджина. 1848–1850
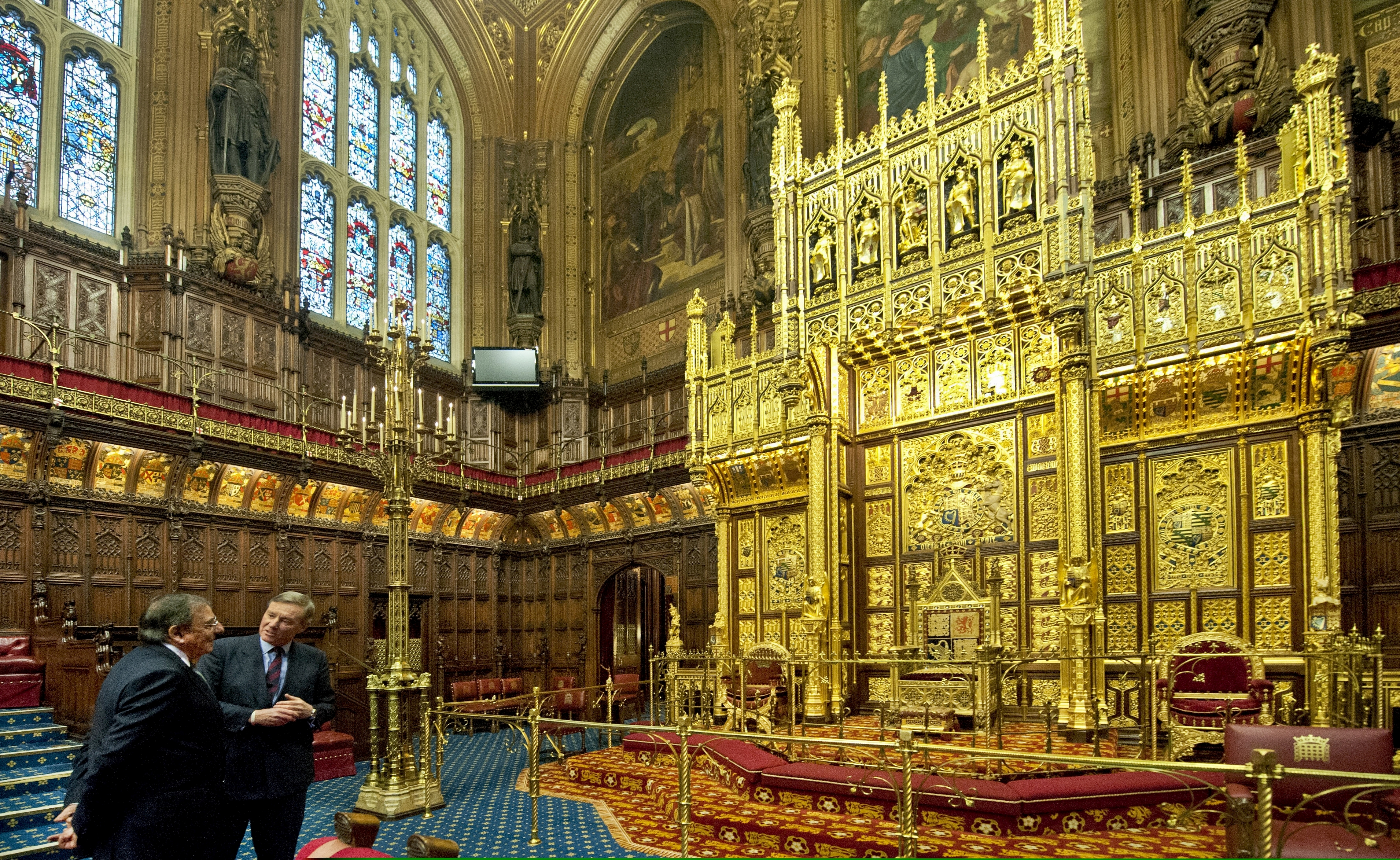
Вестминстерский дворец. Палата лордов
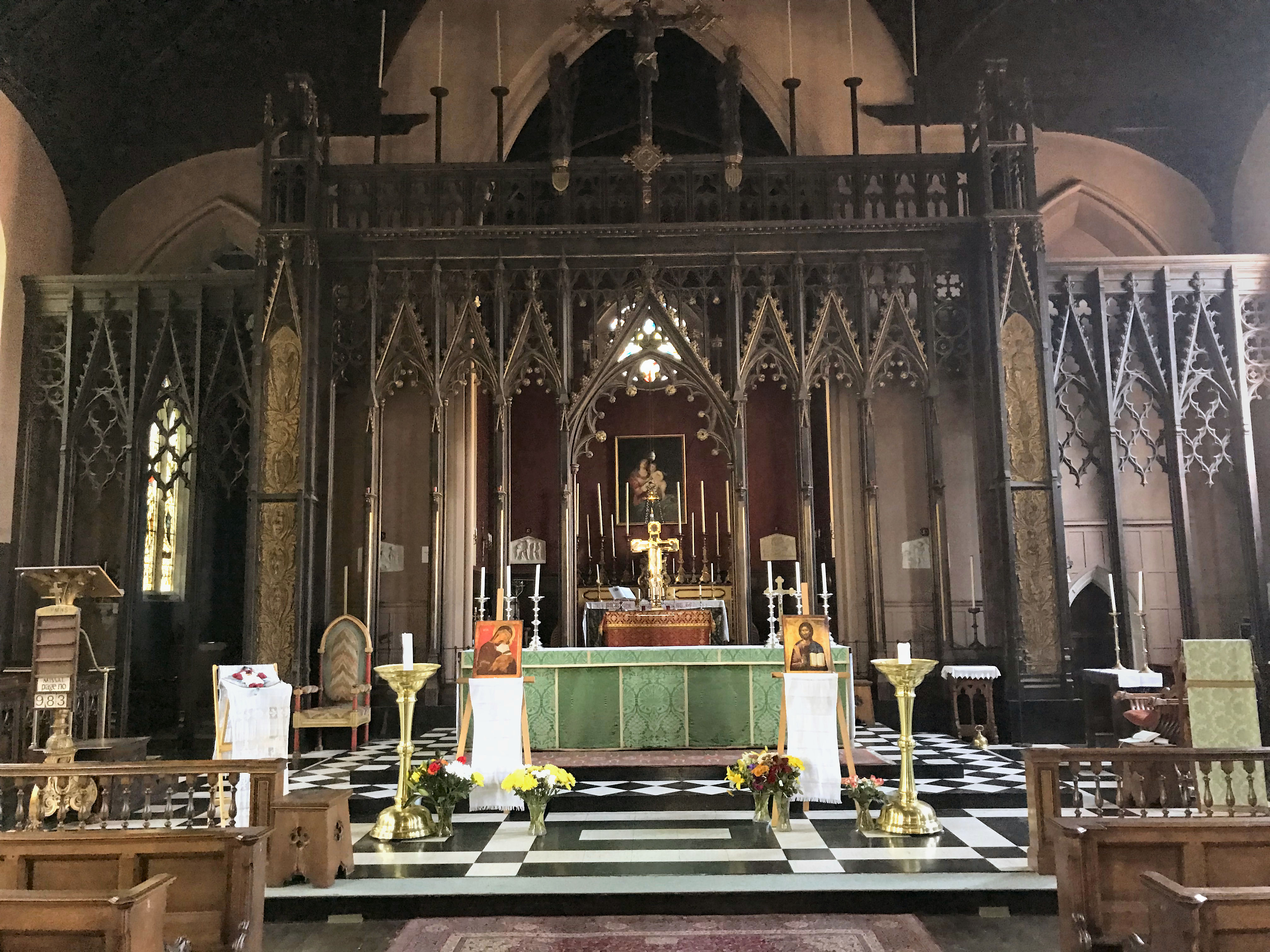
Церковь Святой Троицы в Рединге, Беркшир. Алтарнная преграда (Screen). 1845
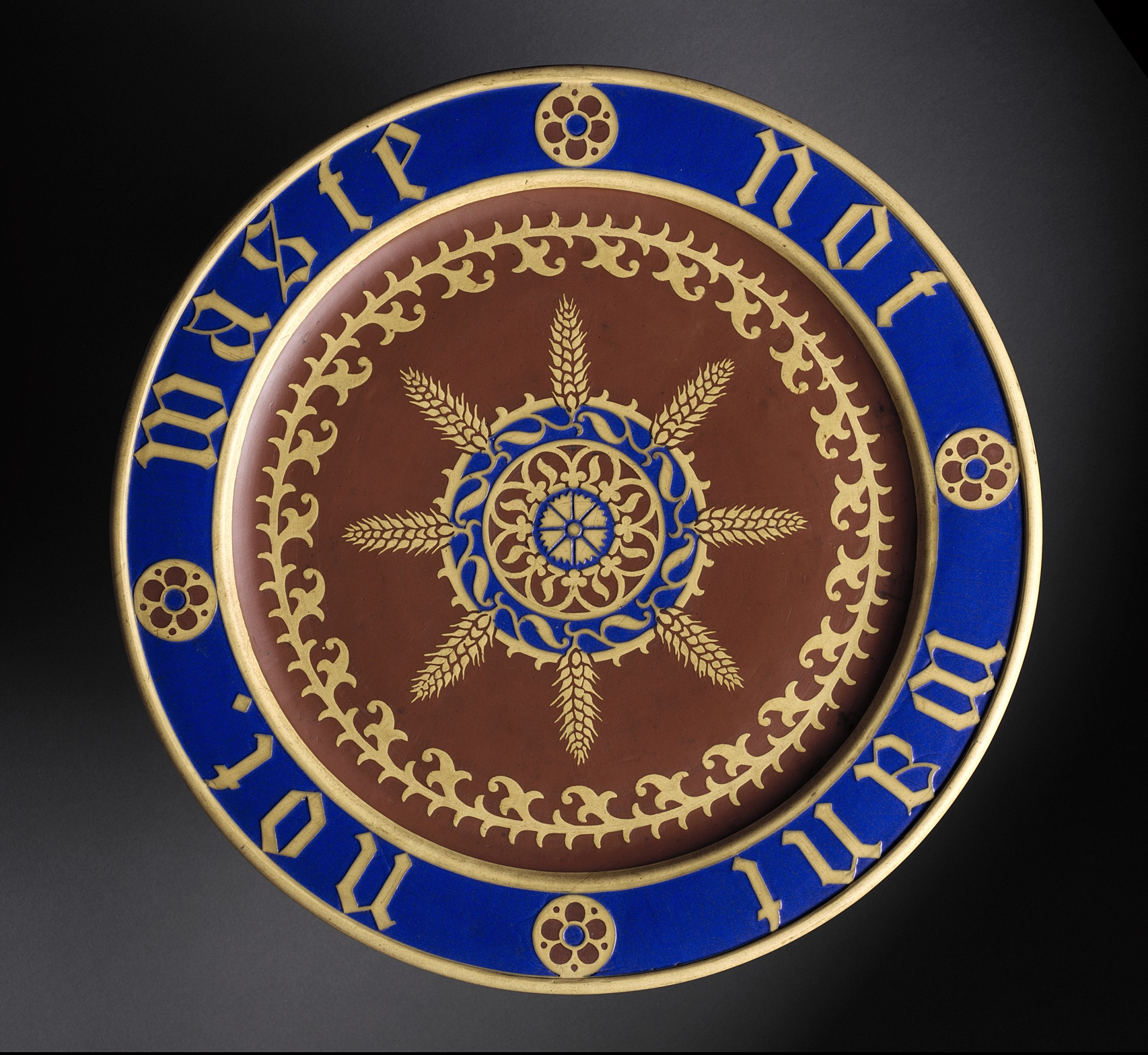
Тарелка по рисунку О. Пьюджина. 1849. Керамика. Фирма Т. Минтона, Стаффордшир
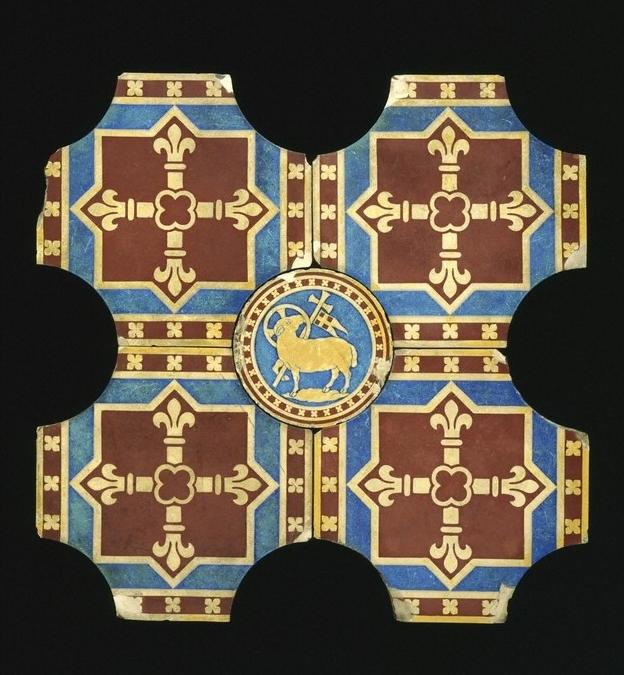
Облицовочная плитка. 1845—1846. Керамика, инкрустация
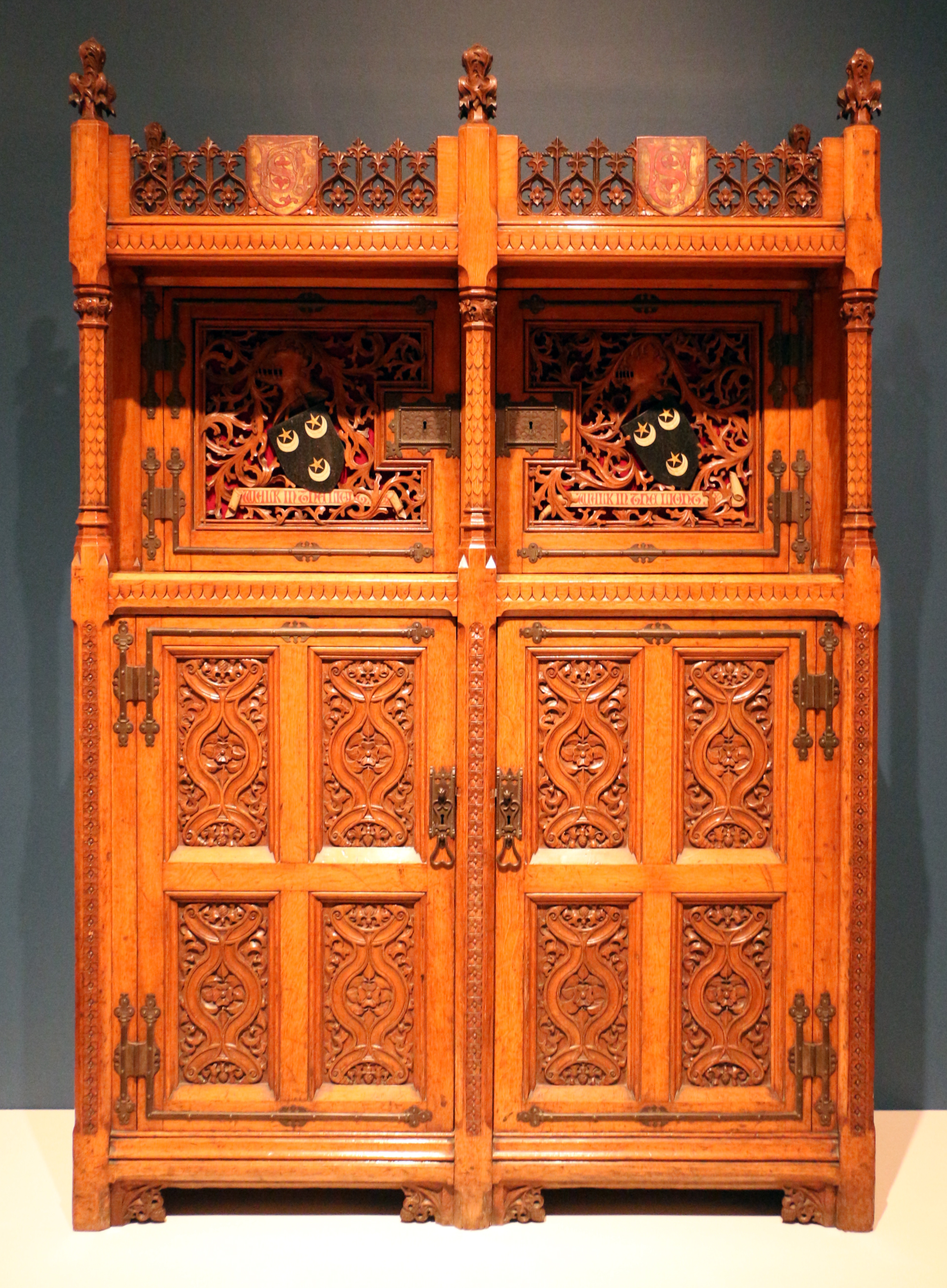
Креденца (шкаф). 1847
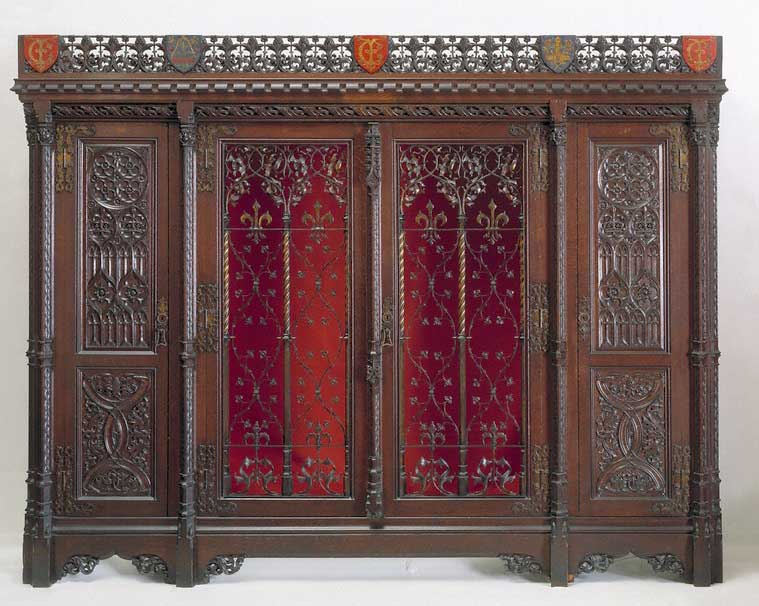
Aрмуар (оружейный шкаф). 1850. Музей Виктории и Альберта, Лондон